# Alpen-Leinblatt
Das Alpen-Leinblatt (Thesium alpinum), auch Alpen-Bergflachs oder Alpen-Vermeinkraut genannt, ist eine Pflanzenart aus der Gattung Leinblatt (Thesium) innerhalb der Familie der Sandelholzgewächse (Santalaceae).

## Beschreibung

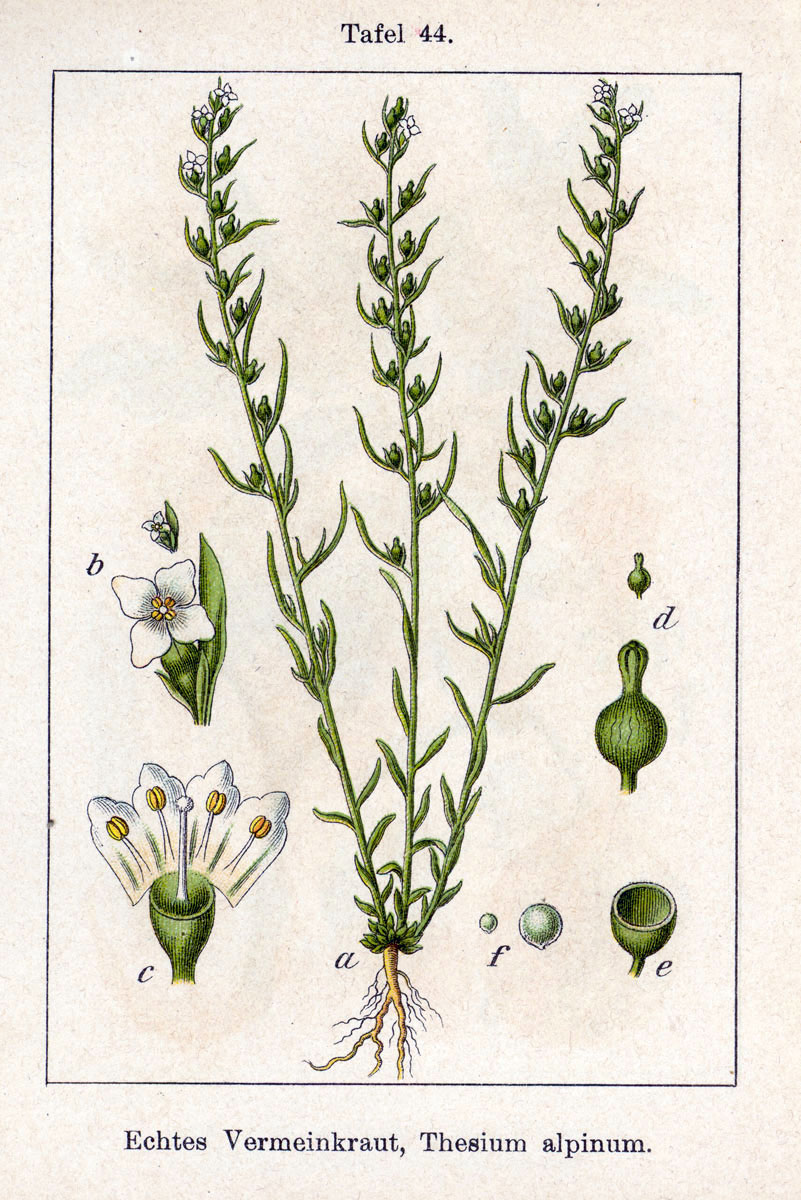
Illustration aus Sturm

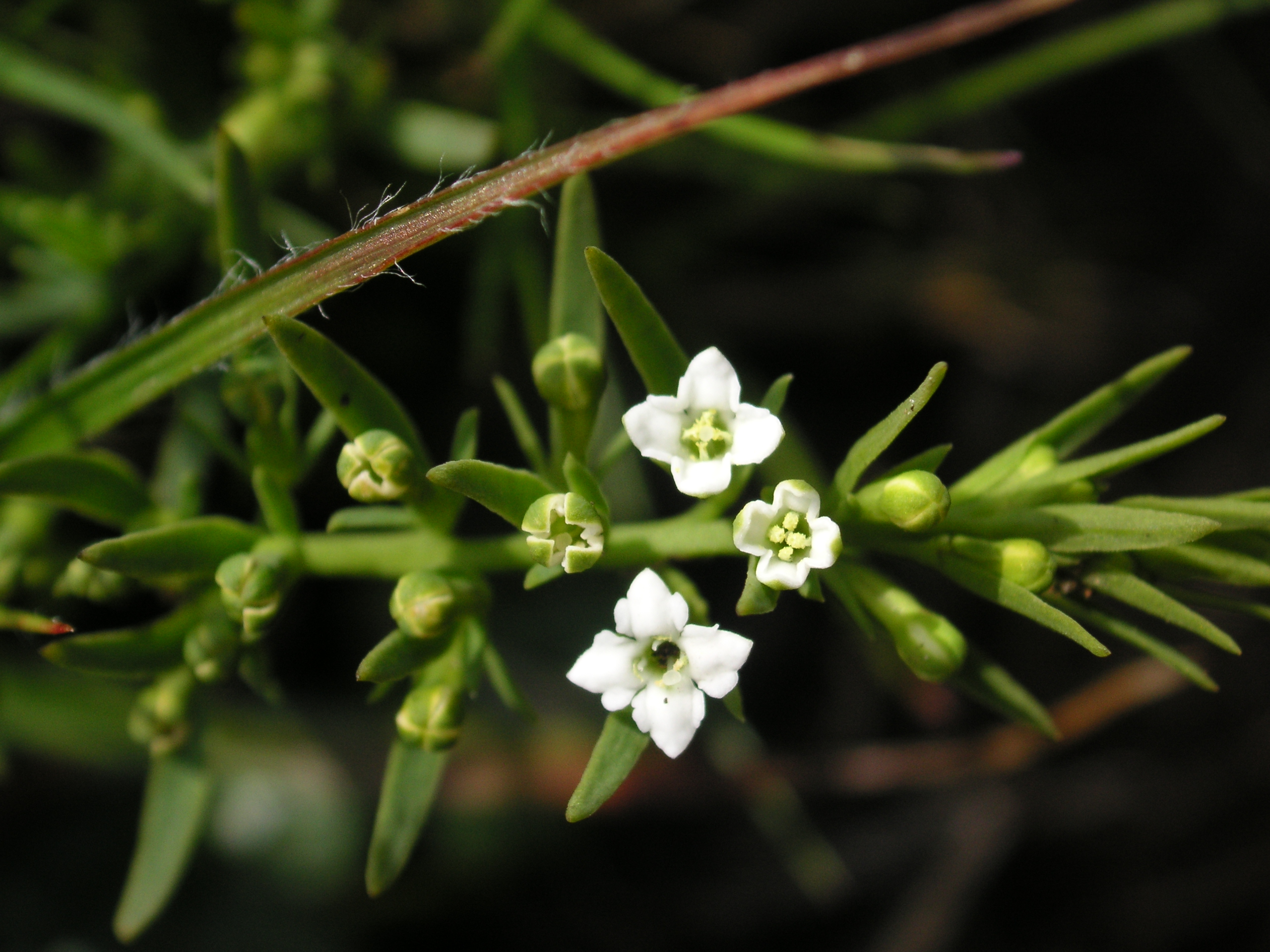
Blütenstand

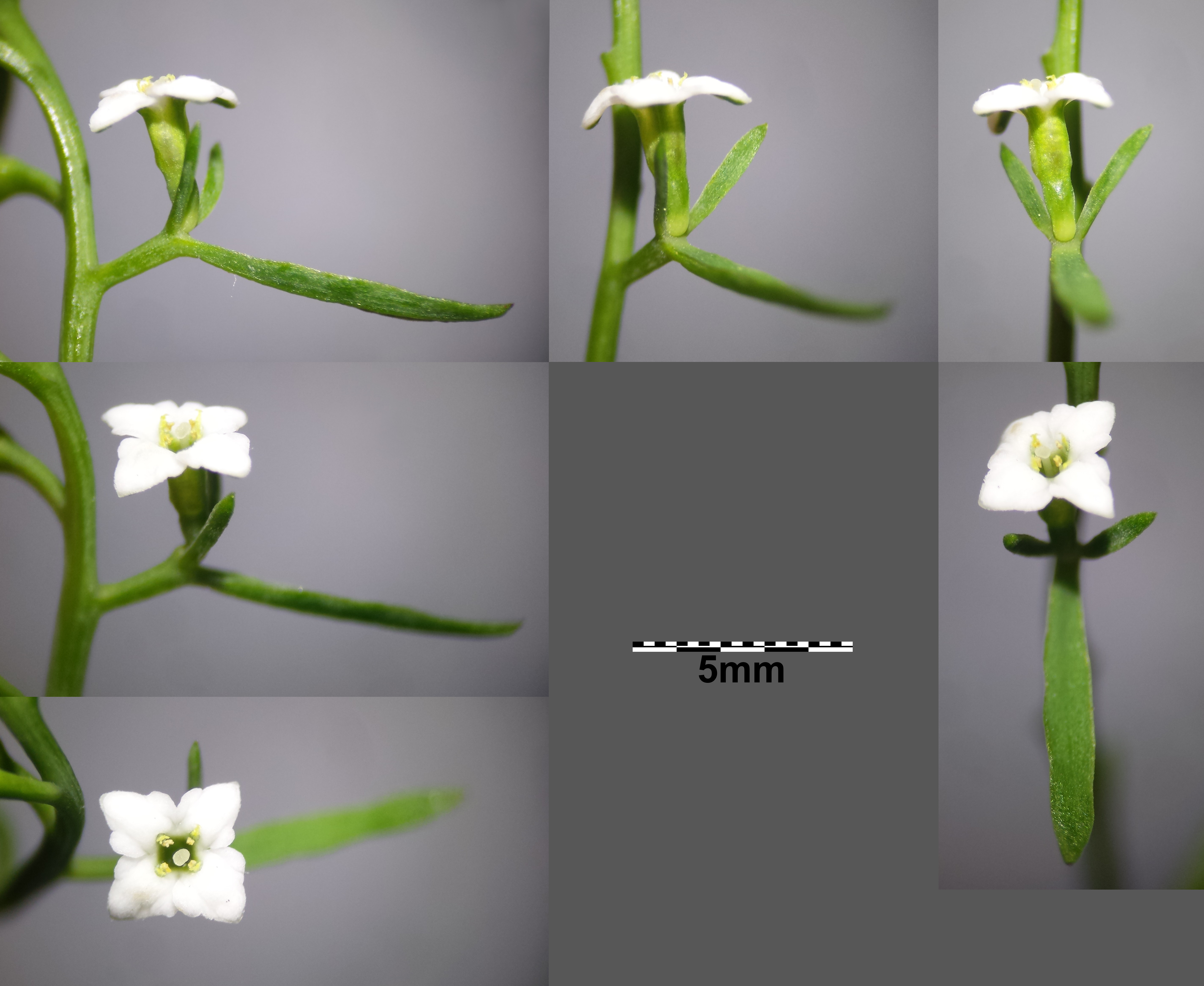
Vierzählige Blüte mit rekauleszent mit dem Blütenstiel verwachsenem Deckblatt sowie zwei Vorblättern am Grund.

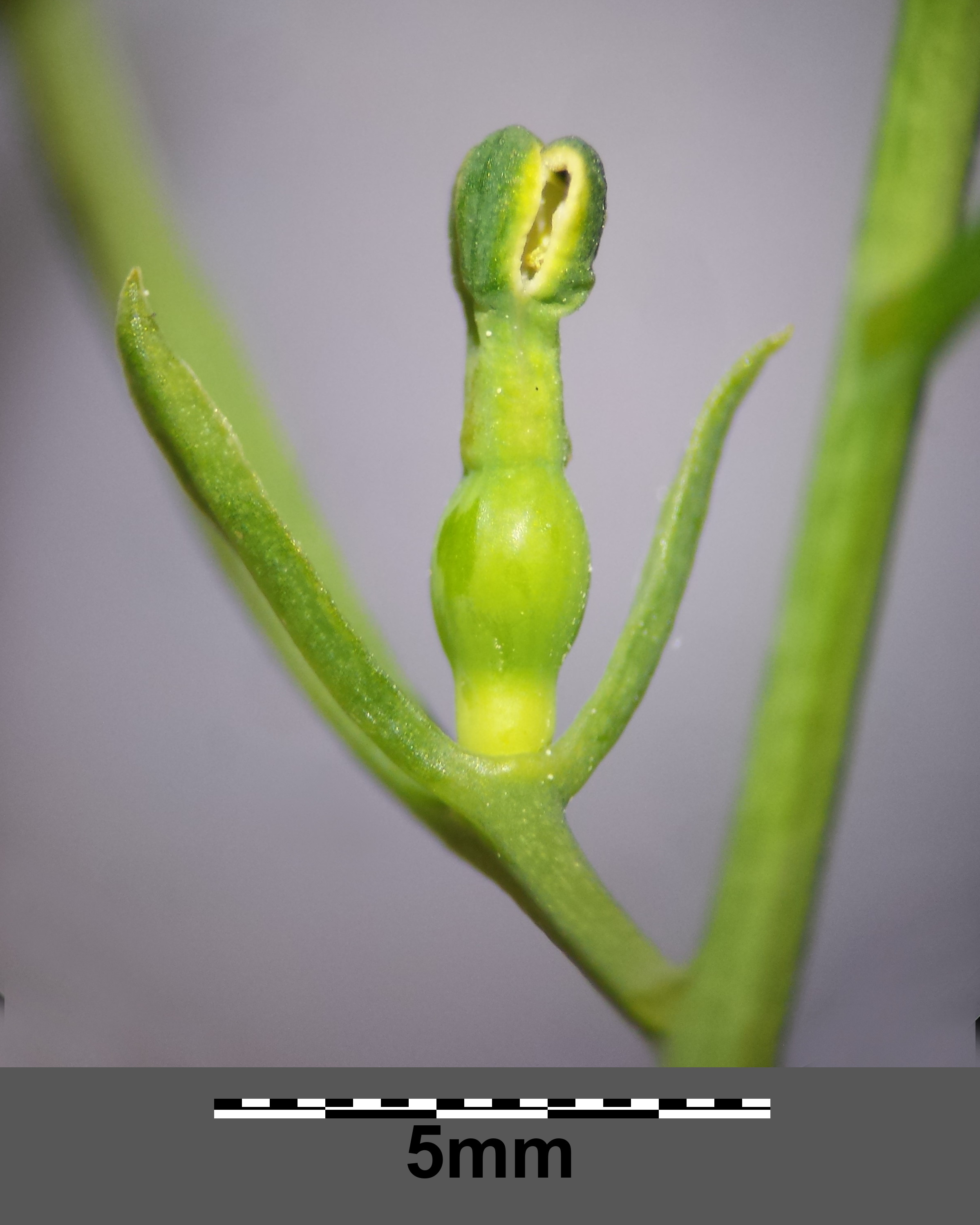
Frucht mit Elaiosom. Die Perigonblätter sind nur an der Spitze eingerollt.

### Vegetative Merkmale
Das Alpen-Leinblatt ist eine ausdauernde krautige Pflanze, die Wuchshöhen von 10 bis 20, selten bis 50 Zentimetern erreicht. Am bogig aufsteigenden, kantigen Stängel sind die Laubblätter wechselständig angeordnet. Die Knospe des Seitentriebes scheint auf die Blattfläche hinaus verschoben zu sein, das nennt man Rekauleszenz. Die ungestielten, einnervigen Laubblätter sind bei einer Länge von bis zu 4 Zentimetern schmal linealisch und spitz.

### Generative Merkmale
Die Blütezeit reicht von Juni bis Juli. In einem schmalen, einseitswendigen, traubigen Blütenstand sind die Blüten angeordnet. Die Blüten stehen über je drei Hochblättern.
Die zwittrigen Blüten sind radiärsymmetrisch und meist vierzählig. Das innen weiße, außen grüne Perigon ist meist vierzipflig, es kann aber auch drei- oder fünfzipflig sein. Ein Perigonzipfel wird hierbei zwischen 2 und 4 Millimeter lang. Es ist nur ein Kreis mit vier oder selten fünf Staubblättern vorhanden. Der Fruchtknoten ist unterständig. Die Narbe ist kopfig.
Es werden kleine Nüsse gebildet. Die Blütenhülle ist zur Fruchtzeit nur an der Spitze eingerollt und ist daher mindestens so lang wie die Frucht.

### Chromosomen
Das Alpen-Leinblatt hat Polytänchromosomen. Die Chromosomenzahl beträgt 2n = 12.

## Ökologie
Das Alpen-Leinblatt ist ein mesomorpher Hemikryptophyt. Es handelt sich um einen Halbschmarotzer.
Neben der Bestäubung durch Insekten spielt wahrscheinlich die Selbstbestäubung eine gleichwertige Rolle, vor allem, wenn zur Blütezeit das Wetter überwiegend schlecht ist.
Die Früchte des Alpen-Leinblatts werden durch Ameisen ausgebreitet.
Örtlich wird das Alpen-Leinblatt – meist mäßig häufig – von dem Rostpilz Puccinia mougeotii befallen, der nur auf dieser Art anzutreffen ist.

## Vorkommen
Das Alpen-Leinblatt kommt in den Gebirgen Mittel- und Südeuropas vor, sein Verbreitungsgebiet erstreckt sich auch nördlich bis ins südliche Schweden und westliche Russland und östlich bis Kleinasien und zum Kaukasusraum.
Insgesamt ist das Alpen-Leinblatt in Mitteleuropa sehr selten; es kommt dort an ihren Standorten meist in kleinen, lockeren und eher in individuenarmen Beständen vor.
Es besiedelt sowohl Blaugras-Rasen als auch Borstgras-Rasen in Höhenlagen von 1000 bis 2000 Metern; seltener geht es tiefer (z. B. im Alpenvorland im Bereich der Flusstäler, wo es mit Hochwässern herabgeschwemmt wird). Vereinzelt kommt es auch in Mittelgebirgen vor (z. B. im Schwarzwald im Feldberggebiet und am Belchen, sowie im Harz).
Das Alpen-Leinblatt benötigt einigermaßen basenreiche, eher stickstoffarme, humose und lockere, steinige Lehmböden. Es gedeiht in alpinem Klima. Es ist eine Charakterart der Ordnung Seslerietalia, kommt aber auch in Pflanzengesellschaften der Verbände Calamagrostion, Mesobromion, Erico-Pinion oder der Ordnungen Origanetalia oder Nardetalia vor. In den Allgäuer Alpen steigt es bis zu einer Höhenlage von über 2000 Metern auf.
Die ökologischen Zeigerwerte nach Landolt & al. 2010 sind in der Schweiz: Feuchtezahl F = 3w (mäßig feucht aber mäßig wechselnd), Lichtzahl L = 4 (hell), Reaktionszahl R = 3 (schwach sauer bis neutral), Temperaturzahl T = 2 (subalpin), Nährstoffzahl N = 2 (nährstoffarm), Kontinentalitätszahl K = 3 (subozeanisch bis subkontinental).

## Taxonomie
Der wissenschaftliche Name Thesium alpinum wurde 1753 von Carl von Linné in Species Plantarum erstveröffentlicht.